# Estremo (rugby)

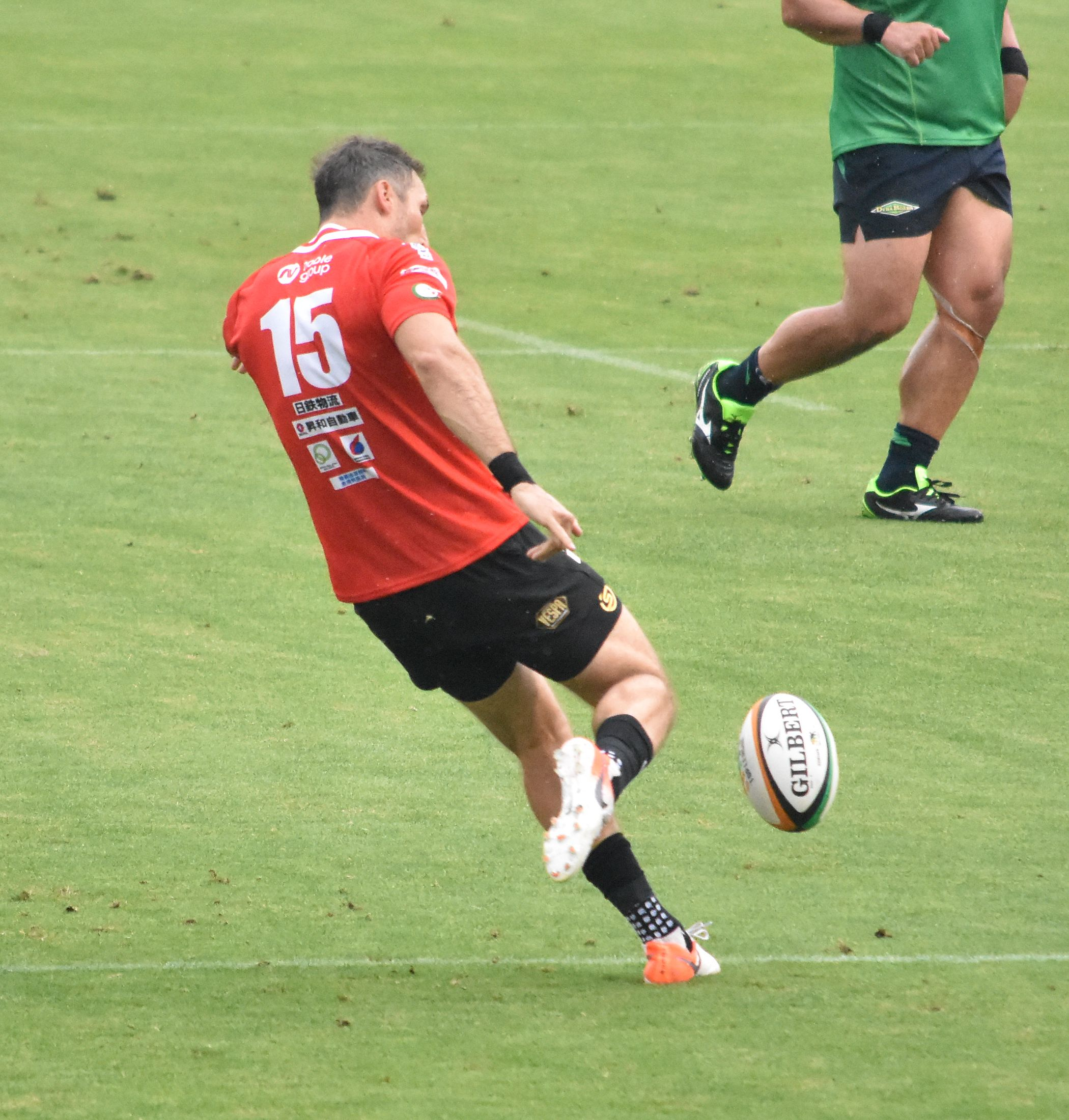
Un estremo, riconoscibile dalla maglia numero quindici, calcia verso la metà-campo avversaria.

L'estremo (in inglese Fullback) è un ruolo del rugby, contrassegnato dal numero 15 di maglia. Ha il compito di rimanere in posizione arretrata per difendere gli attacchi che superano la prima linea di difesa. Come ultimo giocatore di difesa, l'estremo, deve avere buone capacità di placcaggio. Gli estremi devono anche recuperare o prendere al volo i palloni che vengono calciati dagli avversari e che sono denominati "up and under", "garryowen" o "bombe". Una volta presi questi palloni, l'estremo può anche calciare a sua volta verso la metà-campo avversaria, motivo per cui per questo ruolo sono necessarie buone capacità di visione del gioco e nei calci.
Sempre più spesso, nel rugby moderno gli estremi vengono chiamati in causa in azioni di contrattacco che partono da dietro la linea di difesa. Per questo motivo, gli estremi devono anche possedere buone capacità di attacco, velocità ed esplosività nella corsa in campo aperto. Nelle azioni di attacco, l'estremo può anche raggiungere velocemente la linea di difesa, sia per aumentare il numero di giocatori schierati nella prima linea difensiva, sia per agire da esca per gli avversari, oppure per permettere, grazie alla superiorità numerica, la formazione di un varco per portare l'attacco. Quindi l'estremo deve possedere tutte le qualità di un buon trequarti: un esempio è offerto da Percy Montgomery, estremo della nazionale sudafricana che era abile in tutti i fondamentali, specialmente nel gioco al piede che utilizzava per calciare punizioni di chirurgica precisione che hanno portato il Sud Africa alla conquista della sesta coppa del mondo di rugby svoltasi in Francia nell'autunno 2007.
Alcuni estremi annoverati nella International Rugby Hall of Fame sono: Don Clarke (Nuova Zelanda), George Nepia (Nuova Zelanda), JPR Williams (Galles e Lions), Gavin Hastings (Scozia e Lions), Serge Blanco (Francia) e Andy Irvine (Scozia e Lions).